# Ljustjärnen (Arjeplogs socken, Lappland, vid Gáldesjávvre)
Ljustjärnen är en sjö i Arjeplogs kommun i Lappland och ingår i Skellefteälvens huvudavrinningsområde.